# Stuart O'Grady
Stuart O'Grady (Adelaide, 6 agosto 1973) è un ex ciclista su strada e pistard australiano, professionista dal 1995 al 2013. 
Su pista ha vinto quattro medaglie olimpiche, tra cui l'oro nell'americana ai Giochi di Atene 2004 e tre medaglie Mondiali di cui due ori nell'inseguimento a squadre.
Su strada si è aggiudicato i Campionati australiani 2003, la HEW Cyclassics 2004, la Parigi-Roubaix 2007 e due tappe al Tour de France.
Nella Grande Boucle ha anche vestito per nove giorni la maglia gialla, tre volte nel 1998 e sei nel 2001, inoltre nell'edizione del 2003 gli è stato assegnato il particolare Premio del Centenario.

## Carriera

### 1992-2003: i due titoli mondiali e gli esordi su strada
O'Grady proviene da una famiglia di ciclisti. Il padre rappresentò l'Australia Meridionale su strada e su pista e lo zio fu membro della squadra australiana ai Giochi olimpici di Tokyo 1964. Come molti connazionali, iniziò la carriera nel ciclismo su pista: appena diciannovenne, conquistò la medaglia d'argento nell'inseguimento a squadre ai Giochi olimpici del 1992 a Barcellona. Nell'edizione successiva, ad Atlanta, vinse invece due medaglie di bronzo, nella corsa a punti e nell'inseguimento a squadre. Nel frattempo, nel 1995 firmò il primo contratto da professionista con la Gan (diventata poi Crédit Agricole) e nel 1997 conquistò il titolo mondiale nell'inseguimento a squadre.
I primi importanti successi su strada arrivarono nel 1998, quando vinse una tappa al Tour de France, vestendo per tre giorni la maglia gialla e sfiorando la vittoria della classifica a punti. In seguito, dopo aver vestito per sei giorni il prestigioso simbolo del primato nell'edizione 2001 della Grande Boucle, perse da Erik Zabel la maglia della classifica a punti solo nell'ultimo sprint di Parigi. In entrambe queste stagioni venne eletto ciclista australiano dell'anno.
Nel 2002 fu operato per l'occlusione dell'arteria iliaca, fissando il ritorno alle competizioni per il luglio dello stesso anno, in occasione del Tour de France; nell'edizione seguente fu invece battuto nella classifica a punti dal connazionale Baden Cooke.

### 2004-2005: l'oro olimpico di Atene
Nel 2004 passò alla Cofidis per potersi concentrare sulle classiche di primavera (su tutte Parigi-Roubaix e Giro delle Fiandre. Ebbe però un inizio di stagione difficile, con la frattura di una costola e soprattutto l'Affaire Cofidis, legato all'uso di sostanze dopanti, che colpì la squadra. Tornato a correre, vinse due tappe e la classifica a punti al Critérium du Dauphiné Libéré; proseguì in luglio con la vittoria della tappa al Tour de France a Chartres, che gli permise di portare la maglia verde per qualche giorno. Terminò la stagione su strada con la vittoria della HEW Cyclassics ad Amburgo. Nel frattempo divenne campione olimpico dell'americana con Graeme Brown ad Atene.
Al Tour de France 2005 fu nuovamente secondo nella classifica a punti, questa volta dietro al norvegese Thor Hushovd. Alla fine della stagione firmò un contratto con Bjarne Riis per correre dal 2006 con il Team CSC.

### 2006-2010: gli anni alla CSC e la vittoria alla Roubaix
La prima annata di O'Grady tra le file della CSC fu segnata da diversi infortuni: si fratturò infatti diverse costole nel debutto stagionale in Italia, poi una vertebra al Tour de France; qui, nonostante l'infortunio, rimase in corsa e terminò terzo nell'ultima tappa. All'inizio del 2007 ottenne la principale vittoria in carriera su strada, conquistando la Parigi-Roubaix: nell'occasione attaccò in solitaria a più di 20 chilometri dall'arrivo, e al traguardo precedette il secondo classificato, Juan Antonio Flecha, di 52 secondi. Divenne così il primo australiano a far suo l'"Inferno del Nord", e nell'albo d'oro succedette al compagno di squadra Fabian Cancellara. Nel luglio dello stesso anno fu però costretto ad abbandonare il Tour de France dopo una caduta nell'ottava tappa che gli causò la frattura a otto costole, alla scapola, alla clavicola e a tre vertebre, e una perforazione al polmone.
Nel 2008 si classificò quinto alla Parigi-Roubaix e partecipò poi per la quinta volta, in quel di Pechino, ai Giochi olimpici; nel finale di stagione si aggiudicò anche due tappe e la classifica finale dello Herald Sun Tour. Nel 2009 si classificò secondo al Tour Down Under; prese poi il via alla Milano-Sanremo ma ancora una volta cadde, fratturandosi la clavicola e una costola e rimediando una perforazione al polmone.
L'anno dopo, durante la Vuelta a España, venne allontanato dalla corsa dal team manager Riis prima della partenza della decima tappa, dopo essere rientrato alle cinque del mattino in albergo con il compagno Andy Schleck, violando così il regolamento interno della squadra. Fu questo il preludio all'addio al team di Riis: in novembre O'Grady sottoscrisse infatti un contratto, valido a partire dalla stagione successiva, con la formazione capitanata proprio dai fratelli Schleck, il Team Leopard-Trek. Nel mese seguente però l'australiano subì un altro incidente, cadendo sugli sci in Svizzera e fratturandosi due costole.

### 2011-2013: gli ultimi anni come gregario e il doping
La caduta rimediata in Svizzera non impedì a O'Grady di prendere parte al Tour Down Under 2011 e alle successive classiche di primavera vestendo la divisa del Team Leopard-Trek. Tra i piazzamenti spiccano il decimo posto alla Milano-Sanremo e il nono all'E3 Harelbeke. Non ottenne altri risultati di prestigio, ma consolidò comunque il proprio ruolo di gregario "di lusso" per i fratelli Schleck.
Nel 2012 si trasferì tra le file dell'Orica-GreenEDGE, neonata formazione World Tour australiana; quell'anno a Londra prese parte per la sesta volta ai Giochi olimpici. Nel luglio 2013, dopo aver partecipato per la diciassettesima volta consecutiva al Tour de France, annunciò il ritiro dalle corse al termine della stagione. Tuttavia, qualche giorno dopo, a seguito di un'inchiesta voluta dal senato francese, il suo nome uscì tra quelli dei ciclisti che avevano fatto uso di EPO durante il Tour de France 1998. O'Grady confessò pressoché subito le proprie colpe, venendo comunque espulso dal comitato olimpico australiano.
Al termine della stagione 2013 annuncia il ritiro dall'attività agonistica dopo diciannove anni tra i pro.

## Palmarès

### Strada
- 1995 (Gan, una vittoria)

5ª tappa Circuit de la Sarthe (Écommoy > Le Mans)
- 1996 (Gan, una vittoria)

3ª tappa Vuelta a Murcia (Murcia > Caravaca)
- 1997 (Gan, quattro vittorie)

1ª tappa Herald Sun Tour
6ª tappa Herald Sun Tour
8ª tappa Herald Sun Tour
5ª tappa Bayern Rundfahrt (Regen > Pfarrkirchen)
- 1998 (Gan, sei vittorie)

2ª tappa Tour of Britain (Gateshead > York)
7ª tappa Tour of Britain (Chessington > Rochester)
Classifica generale Tour of Britain
3ª tappa Tour de Luxembourg (Dudelange > Beckerich)
4ª tappa Tour de France (Valréas > Grenoble)
4ª tappa Tour du Poitou-Charentes (Saint-Savin > Poitiers)
- 1999 (Crédit Agricole, cinque vittorie)

3ª tappa Tour Down Under (Glenelg > Victor Harbor)
5ª tappa Tour Down Under (Nuriootpa > Tanunda)
Classifica generale Tour Down Under
Classic Haribo
5ª tappa Tour of Britain (Swansea > Birmingham)
- 2000 (Crédit Agricole, due vittorie)

3ª tappa Grand Prix du Midi Libre (Cuxac Cabardes > Decazeville)
- 2001 (Crédit Agricole, una vittoria)

Classifica generale Tour Down Under
- 2002 (Crédit Agricole, una vittoria)

Giochi del Commonwealth, Prova in linea
- 2003 (Crédit Agricole, tre vittorie)

Campionati australiani, Prova in linea
6ª tappa Tour de Langkawi (Marang > Cukai)
8ª tappa Tour de Langkawi (Menara Telekom KL > Seremban)
- 2004 (Cofidis, sei vittorie)

Grand Prix de Villers-Cotterêts
5ª tappa Critérium du Dauphiné Libéré (Bollène > Sisteron)
7ª tappa Critérium du Dauphiné Libéré (Grenoble > Grenoble)
5ª tappa Tour de France (Amiens > Chartres)
Classica di Amburgo
1ª tappa Post Danmark Rundt (Aabenraa > Esbjerg)
- 2007 (Team CSC, una vittoria)

Parigi-Roubaix
- 2008 (Team CSC-Saxo Bank, tre vittorie)

2ª tappa Herald Sun Tour (Inverloch > Warragul)
5ª tappa Herald Sun Tour (Yarra Glen > Healsville Rd)
Classifica generale Herald Sun Tour

#### Altri successi
- 1995 (Gan)

Lohne (Criterium)
Stadtlohn (Criterium)
- 1996 (Gan)

Köln (Criterium)
- 1997 (Gan)

Cottesloe (Criterium)
Subiaco (Criterium)
Classifica punti Setmana Catalana
- 1998 (Gan)

Noosa International Criterium (Criterium)
Geelong (Criterium)
2ª tappa Jayco Bay Cycling Classic (Criterium)
- 1999 (Crédit Agricole)

Melbourne-Sorrento (Cronocoppie con Jamie Drew)
4ª tappa Mount Buller Cup (Criterium)
Classifica generale Mount Buller Cup (Criterium)
- 2001 (Crédit Agricole)

Gouden Pijl-Emmen (Criterium)
Profronde van Oostvoorne (Criterium)
Monein (Criterium)
5ª tappa Tour de France (Cronosquadre)
- 2003 (Crédit Agricole)

Premio del Centenario Tour de France
- 2004 (Cofidis)

Wien Radfast (Criterium)
- 2006 (CSC)

Classifica punti Post Danmark Rundt
1ª tappa Vuelta a España (Cronosquadre)
Eindhoven Team Time Trial (Cronosquadre)
- 2011 (Team Leopard)

1ª tappa Vuelta a España (Cronosquadre)
- 2012 (GreenEDGE)

1ª tappa Tirreno-Adriatico (Cronosquadre)

### Pista
- 1993

Campionato mondiale, Inseguimento a squadre
- 1994

Giochi del Commonwealth, Scratch
Giochi del Commonwealth, Inseguimento a squadre
- 1995

Campionati mondiale, Inseguimento a squadre
- 1997

6ª prova Coppa del mondo, Corsa a punti (Adelaide)
- 2004

Giochi olimpici, Americana

## Piazzamenti

### Grandi Giri
- Giro d'Italia

2005: ritirato (13ª tappa)
2008: ritirato (4ª tappa)
- Tour de France

1997: 109º
1998: 54º
1999: 94º
2000: non partito (8ª tappa)
2001: 54º
2002: 77º
2003: 90º
2004: 61º
2005: 77º
2006: 91º
2007: ritirato (7ª tappa)
2008: 109º
2009: 124º
2010: 149º
2011: 78º
2012: 97º
2013: 161º
- Vuelta a España

2004: ritirato (12ª tappa)
2006: 65º
2009: ritirato (17ª tappa)
2010: non partito (10ª tappa)
2011: 93º

### Classiche monumento
- Milano-Sanremo

1997: 55º
1998: 59º
1999: 36º
2001: 55º
2003: 21º
2004: 3º
2005: 4º
2007: 5º
2008: 89º
2009: ritirato
2010: 120º
2011: 10º
2012: ritirato
2013: 86º
- Giro delle Fiandre

1997: 30º
1998: 30º
1999: 43º
2000: 40º
2001: 60º
2003: 3º
2004: 124º
2005: 16º
2007: 10º
2008: ritirato
2010: ritirato
2011: 69º
2012: ritirato
2013: ritirato
- Parigi-Roubaix

1996: 46º
1997: 16º
1998: 20º
1999: ritirato
2000: fuori tempo
2001: ritirato
2003: 18º
2005: 18º
2007: vincitore
2008: 5º
2010: fuori tempo
2011: fuori tempo
2012: 53º
2013: 96º

### Competizioni mondiali
- Campionati del mondo su strada

Plouay 2000 - In linea: 101º
Zolder 2002 - In linea: 13º
Verona 2004 - In linea: 4º
Salisburgo 2006 - In linea: 6º
Mendrisio 2009 - In linea: ritirato
Melbourne 2010 - In linea: 45º
- Campionati del mondo su pista

Hamar 1993 - Corsa a punti: 7º
Palermo 1994 - Corsa a punti: 4º
Palermo 1994 - Inseguimento individuale: 6º
Bogotá 1995 - Corsa a punti: 8º
Bogotá 1995 - Inseguimento individuale: 3º
- Giochi olimpici

Barcellona 1992 - Inseguimento a squadre: 2º
Atlanta 1996 - Inseguimento a squadre: 3º
Atlanta 1996 - Corsa a punti: 3º
Sidney 2000 - Corsa a punti: 10º
Atene 2004 - In linea: 33º
Atene 2004 - Americana: vincitore
Pechino 2008 - In linea: ritirato
Londra 2012 - In linea: 6º

## Riconoscimenti
- Sportivo australiano dell'anno nel 1993 (con la Nazionale su pista)